# Universität Klagenfurt
Universität Klagenfurt (niem. Universität Klagenfurt, pełna nazwa Alpen-Adria Universität Klagenfurt, również AAU) – publiczna uczelnia z siedzibą w Klagenfurcie w Austrii, która została założona w 1970 roku. Kształci się w niej ponad 11 600 osób.